# Franz Karl Schleicher
Franz Karl Schleicher (auch Franz Carl Schleicher; * 5. Februar 1756 in Rinteln; † 23. Januar 1815 in Kassel) war ein deutscher Geodät, Kriegswissenschaftler und Hochschullehrer. Er gilt als Pionier der akademischen Ausbildung militärischen Führungsnachwuchses.

## Leben und Wirken
Schleicher war Sohn eines Forstschreibers. Er erhielt zunächst Privatunterricht und ging anschließend an die Universität in Rinteln. Dort versuchte er sich am Studium der Theologie und an dem der Rechtswissenschaft, konnte sich jedoch für keines der Fächer begeistern. Bereits nach einem Jahr verließ er die Universität wieder und ging nach Kassel. Dort wandte er sich unter der Anleitung von Johann Matthias Matsko den mathematischen Wissenschaften zu. Da seine finanzielle Ausstattung jedoch ein längeres Studium nicht zuließ, ging er zurück in seine Heimatstadt, in der er dann als Schriftsteller tätig war und unter anderem die Einleitung in die Hydrostatik herausbrachte.
Schleicher trat in den Dienst des Königreichs Preußen. Am Anfang folgte ein häufiger Dienststellenwechsel. Er wurde 1776 Feldmesser, dann 1777 Lehrer der mathematischen Kriegswissenschaften im Füsilier-Regiment von Lossow in Minden. Nach einer kurzen Episode ab 1779 als landschaftlicher Sekretär in der Grafschaft Schaumburg kehrte er zurück zum Lehramt. 1780 wurde er zweiter Lehrer der Kriegswissenschaft am Kadettenkorps in Kassel im Rang eines Leutnants, 1787 Lehrer der theoretischen Mathematik und des Aufnehmens nach dem Augenmaß an der Artillerieschule in Kassel.
Schleicher erhielt am 21. Dezember 1787 die Ernennung zum ordentlichen Universitätslehrer der Taktik und der sämtlichen Kriegswissenschaften an der Universität Marburg und wurde in diesem Zug in den Rang eines Hauptmanns befördert. Die Ernennung Schleichers kann als Kuriosität eingeordnet werden, denn er erhielt, obwohl er kein Universitätsstudium absolviert hatte und daher auch nicht promoviert war, einen Sitz mit Stimme an der Philosophischen Fakultät. Er brachte es schließlich sogar zum Dekan der Fakultät. Schleicher hielt an der Universität diverse Vorlesungen zu Fachbereichen, die für den militärischen Führungsnachwuchs von Bedeutung war. Er gilt als Pionier der akademischen Ausbildung militärischen Führungsnachwuchses. Zudem betonte er regelmäßig die Bedeutung der Mathematik für die Wissenschaft und insbesondere auch für die Kriegswissenschaft.
Als am 12. September 1789 das Staatswirtschaftliche Institut an der Universität gegründet wurde, war er dort Mitglied für das Fach der praktischen Messkunst. 1786 und 1803 war er außerdem Direktor dieses Instituts.
Am 24. Januar 1805 nahm Schleicher die Ernennung zum Lehrer bei der Artillerieschule in Kassel an und zudem am 23. August 1805 die zum Landmesser-Inspektor dort.
Schleicher war Mitglied der Akademie der Maler, Bildhauer und der Baukunst in Kassel. Der Detmolder Regierungsrat Christoph Ferdinand August von Schleicher und Stammvater der Adelsfamilie von Schleicher war sein Bruder.

## Publikationen (Auswahl)
Schleicher war 1790 und 1791 Herausgeber der Militärischen Zeitung.
- Einleitung in die Hydrostatik, Lemgo 1777.
- Arithmetik und Geometrie für Officiere, Preußisch-Minden 1779.
- Beiträge zur praktischen Meßkunst, Frankfurt am Main 1793.
- Handbuch der Artillerie, Marburg 1799.
- Bearbeitung von Kratzenstein’s praktischer Anweisung, alle in der praktischen Geometrie, Artillerie, Kriegs- und bürgerlichen Baukunst vorkommenden Risse richtig und schön zu entwerfen u. s. w., Nürnberg 1799.